# Fasola korczyńska
Fasola korczyńska – kultywar fasoli wielokwiatowej wpisany 20 kwietnia 2007 na listę produktów tradycyjnych w kategorii Warzywa i owoce w województwie świętokrzyskim. Ma ponadto chronione oznaczenie geograficzne w Unii Europejskiej.
Historia uprawy tego warzywa sięga na Ponidziu XVI wieku, co czyni fasolę korczyńską jednym z najdłużej nieprzerwanie uprawianych kultywarów w tym rejonie Polski. Uprawa związana jest z występowaniem żyznych gleb w dolinie Nidy. W latach 50. XX wieku Gminne Spółdzielnie „Samopomoc Chłopska” z Nowego Korczyna i Brzostkowa rozpoczęły skup fasoli z terenów nadnidziańskich. Na szerszą skalę skup rozwinięto w latach 70. XX wieku pod nazwą Piękny Jaś Karłowy Biczykowy. Z czasem dorodne okazy z tego rejonu zaczęto nazywać fasolą korczyńską.
W 2020 głównymi obszarami uprawy kultywaru były gminy: Nowy Korczyn, Wiślica, Opatowiec, Solec-Zdrój oraz Pacanów. Występuje tam korzystny, zwłaszcza wiosenny, mikroklimat, sprzyjający uprawie fasoli (słoneczne stanowiska, osłonięcie od wiatrów, gleba o odczynie zbliżonym do neutralnego, temperatura w granicach 20-25 °C).
Białe, nerkowate, bocznie spłaszczone ziarna tego kultywaru mają jednolity kształt i są pokryte cienką skórką. W stu gramach nie może mieścić się więcej niż 85 ziaren. Smakują delikatnie, łagodnie, nie mają goryczki. Zawierają duże ilości białka i są bogate w sole mineralne, głównie związki fosforu i wapnia, jak również w witaminy (przede wszystkim z grupy B).
Tradycję uprawy fasoli korczyńskiej dokumentują opracowania etnograficzne, np. Szopka po Parchocku napisana w grudniu 1990 i przedstawiona w styczniu 1991.